# Gobierno de José Raúl Mulino
El gobierno de José Raúl Mulino en la República de Panamá inició el lunes 1 de julio de 2024, sucediendo al presidente en ejercicio Laurentino Cortizo, y finalizará el 1 de julio de 2029 al completar su periodo de cinco años. 
En las elecciones generales celebradas el 5 de mayo de 2024, José Raúl Mulino fue elegido, sin compañero de fórmula, con el 34.23% de los votos válidos. La coalición de gobierno Alianza para Salvar a Panamá, de orientación conservadora e integrada por Realizando Metas y el Partido Alianza, lo postuló para presidente en su condición de candidato vicepresidencial de Ricardo Martinelli,quien fue inhabilitado por el Tribunal Electoral tras su condena de 10 años en prisión por blanqueo de capitales durante su presidencia entre 2009 y 2014.
José Raúl Mulino tomó posesión el lunes 1 de julio de 2024 en el Centro de Convenciones Atlapa, luego de la instalación de los nuevos miembros de la Asamblea Nacional y la elección de su junta directiva.

## Elección presidencial
Antes de su participación en las elecciones de 2024, José Raúl Mulino ejerció como ministro de Seguridad Pública y ministro de Gobierno y Justicia durante el gobierno de Ricardo Martinelli, como ministro de Relaciones Exteriores durante el gobierno de Guillermo Endara y se postuló como precandidato presidencial del CD para las elecciones de 2019, obteniendo el segundo lugar en la votación y siendo superado por Rómulo Roux, que fue finalmente vencido por Laurentino Cortizo en las elecciones generales. Mulino fue escogido como candidato vicepresidencial de Ricardo Martinelli cuando la candidata original y esposa del expresidente, Marta Linares de Martinelli, renunciara a la postulación luego de numerosos señalamientos sobre su inconstitucionalidad.El Tribunal Electoral proclamó a José Raúl Mulino como candidato presidencial el 5 de marzo de 2024, al inhabilitar la candidatura de Martinelli por haber sido sentenciado a más de 10 años de prisión en un caso de blanqueo de capitales durante su presidencia.
La constitucionalidad de la candidatura de José Raúl Mulino, al ser proclamado por el Tribunal Electoral sin una elección primaria previa en Realizando Metas y el Partido Alianza, fue objeto de una demanda ante la Corte Suprema de Justicia por parte de la abogada Karisma Karamañites Testa; dos días antes de las elecciones generales, el 3 de mayo de 2024, la Corte Suprema determinó que era constitucional con una decisión que recibió ocho votos a favor y un salvamento del magistrado Cecilio Cedalise (nominado por el expresidente Ricardo Martinelli).En las elecciones generales de 2024, Mulino fue elegido como presidente de Panamá con un margen de 9.64% sobre su rival más cercano, el candidato Ricardo Lombana del Movimiento Otro Camino; estas elecciones obtuvieron la mayor participación electoral en la historia panameña desde la invasión estadounidense de 1989, que concluyó con la dictadura militar de Manuel Antonio Noriega.

## Toma de posesión
Mulino asumió el cargo el lunes 1 de julio de 2024 en el Centro de Convenciones Atlapa, luego de la instalación de los nuevos miembros de la Asamblea Nacional. La presidenta de la Asamblea Nacional, Dana Castañeda, impuso la banda presidencial al presidente Mulino a las 2:57 p. m.

### Asistentes internacionales
- Rodrigo Chaves, presidente de Costa Rica[24]
- Daniel Noboa, presidente del Ecuador[24]
- Karin Herrera, vicepresidenta de Guatemala
- Xiomara Castro, presidenta de Honduras[24]
- Beatriz Gutiérrez Müller, esposa del presidente de México[24]
- Denis Moncada, ministro de Relaciones Exteriores de Nicaragua
- Santiago Peña, presidente de Paraguay[24]
- Luis Abinader, presidente de la República Dominicana[24]
- Felipe VI, rey de España[25]

## Gabinete

### Viceministerios
El viceministerio general en el Ministerio de la Presidencia ha sido ejercido por los siguientes individuos:
1. Virna Luque (1 de julio de 2024-presente).[26]

El viceministerio de Gobierno en el Ministerio de Gobierno ha sido ejercido por los siguientes individuos:
1. Juan Francisco Borrell (1 de julio de 2024-presente).[26]

El viceministerio de Asuntos Indígenas en el Ministerio de Gobierno ha sido ejercido por los siguientes individuos:
1. Juan Águila Jiménez (1 de julio de 2024-presente).[26]

El viceministerio de Política Exterior en el Ministerio de Relaciones Exteriores ha sido ejercido por los siguientes individuos:
1. Carlos Ruíz-Hernández (1 de julio de 2024-16 de abril de 2025).[26][27]
2. Carlos Arturo Hoyos Boyd (16 de abril de 2025-presente).[28]

El viceministerio de Asuntos Multilaterales y Cooperación en el Ministerio de Relaciones Exteriores ha sido ejercido por los siguientes individuos:
1. Carlos Guevara Mann (1 de julio de 2024-presente).[26]

El viceministerio de Economía en el Ministerio de Economía y Finanzas ha sido ejercido por los siguientes individuos:
1. Eida Sáiz (1 de julio de 2024-presente).[26]

El viceministro de Finanzas en el Ministerio de Economía y Finanzas ha sido ejercido por los siguientes individuos:
1. Fausto Fernández (1 de julio de 2024-presente).[29]

El viceministerio general en el Ministerio de Seguridad Pública ha sido ejercido por los siguientes individuos: 
1. Luis Felipe Icaza (1 de julio de 2024-presente).[30]

El viceministerio de Comercio Exterior en el Ministerio de Comercio e Industrias ha sido ejercido por los siguientes individuos:
1. Carlos Arturo Hoyos Boyd (1 de julio de 2024-16 de abril de 2025).[26][28]
2. Astrid Aureen Ábrego González (24 de abril de 2025-presente).[31]

El viceministerio de Comercio Interior en el Ministerio de Comercio e Industrias ha sido ejercido por los siguientes individuos:
1. Eduardo Arango Pérez (1 de julio de 2024-presente).[26]

El viceministerio general en el Ministerio de Obras Públicas ha sido ejercido por los siguientes individuos:
1. Iván De Ycaza Delgado (1 de julio de 2024-presente).[26]

El viceministerio académico en el Ministerio de Educación ha sido ejercido por los siguientes individuos:
1. Agnes De León Chacón de Cotes (1 de julio de 2024-presente).[26]

El viceministerio administrativo en el Ministerio de Educación ha sido ejercido por los siguientes individuos:
1. Roberto Elías Sevillano (1 de julio de 2024-presente).[26]

El viceministerio de Infraestructura en el Ministerio de Educación ha sido ejercido por los siguientes individuos:
1. Delia Marcela Herrera (1 de julio de 2024-presente).[26]

El viceministerio general en el Ministerio de Salud ha sido ejercido por los siguientes individuos: 
1. Manuel Alberto Zambrano Chang (1 de julio de 2024-presente).[26]

El viceministerio general en el Ministerio de Trabajo y Desarrollo Laboral ha sido ejercido por los siguientes individuos:
1. Gregorio Ordónez Huete (1 de julio de 2024-9 de julio de 2025).[26]
2. Ana Gabriela Soberón Tejada (9 de julio de 2025-presente).[32]

El viceministerio de Vivienda en el Ministerio de Vivienda y Ordenamiento Territorial ha sido ejercido por los siguientes individuos:
1. Fernando Méndez Peralta (1 de julio de 2024-presente).[26]

El viceministerio de Ordenamiento Territorial en el Ministerio de Vivienda y Ordenamiento Territorial ha sido ejercido por los siguientes individuos: 
1. Frank Osorio Abadía (1 de julio de 2024-presente).[26]

El viceministerio general en el Ministerio de Desarrollo Social ha sido ejercido por los siguientes individuos:
1. Ricardo Landero (1 de julio de 2024-presente).[26]

El viceministerio general en el Ministerio de Desarrollo Agropecuario ha sido ejercido por los siguientes individuos:
1. Francisco José Ameglio Vásquez (1 de julio de 2024-presente).[26]

El viceministerio general en el Ministerio de Ambiente ha sido ejercido por los siguientes individuos:
1. Óscar Vallarino (1 de julio de 2024-presente).[26]

El viceministerio general en el Ministerio de Cultura ha sido ejercido por los siguientes individuos:
1. Arianne Benedetti (1 de julio de 2024-presente).[26]

El viceministerio general en el Ministerio de la Mujer ha sido ejercido por los siguientes individuos:
1. Lilibeth Cárdenas Chanis (1 de julio de 2024-presente).[26]

## Acontecimientos internacionales

### Crisis migratoria en Darién
En 2023, más de medio millón de migrantes de numerosas nacionalidades atravesaron irregularmente la región fronteriza del Darién, como parte de su ruta migratoria hacia los Estados Unidos. Numerosas fuentes han señalado que este flujo migratorio ha producido consecuencias ambientales negativas para la selva, el uso de millones de dólares para manejar a los migrantes, y el desarrollo de una industria migratoria ilícita para facilitar el cruce de los migrantes por el Darién.
Durante su campaña presidencial, Mulino criticó el manejo de la crisis migratoria por su predecesor y prometió cerrar las rutas que son utilizadas por los migrantes para cruzar el Darién. Mulino y su equipo de seguridad visitaron la provincia de Darién el 28 de junio de 2024, y anunciaron al público que se implementarían cierres físicos de las rutas ilegales de migración y se establecerían controles migratorios para asegurar la legalidad de estos cruces. Una vez se concluyó con la toma de posesión, el gobierno de Mulino firmó un memorándum de entendimiento con Alejandro Mayorkas, el principal representante del presidente Joe Biden en la toma de posesión, por el cual Estados Unidos se compromete a financiar un programa de repatriación aérea de migrantes que atraviesen ilegalmente la región del Darién.

### Crisis política en Venezuela de 2024
Previo a la realización de las elecciones presidenciales de Venezuela de 2024, el presidente Mulino había indicado su deseo de que fueran realizadas de manera transparente para reducir la inestabilidad regional que genera la crisis de refugiados venezolana No obstante, el gobierno venezolano impidió que una delegación de expresidentes latinoamericanos (entre ellos, Mireya Moscoso) pudiera participar como observadores del proceso; y finalmente, el CNE proclamó la reelección de Maduro sin proporcionar actas que validaran su triunfo. Mulino y Javier Martínez-Acha, ministro de Relaciones Exteriores, anunciaron al día siguiente su rechazo de la proclamación del CNE y el retiro del personal diplomático en Venezuela. Poco después, Maduro anunció que romperían relaciones con Panamá y actuarían recíprocamente en el retiro diplomático de 7 países.
Desde la ruptura diplomática entre ambos países, el gobierno de Mulino ha asumido un rol crítico y diplomático para encontrar una solución a la inestabilidad regional que genera la crisis venezolana; incluyendo una declaración conjunta con 49 países y la Unión Europea para restablecer la democracia venezolana, resoluciones de la OEA para demandar la publicación de las actas que certifiquen el triunfo de Maduro,  el reconocimiento de Edmundo González como presidente electo de Venezuela, un compromiso con Estados Unidos para buscar soluciones, una controvertida propuesta para ofrecer asilo político a Maduro una vez abandone el poder, y una cumbre regional de jefes de Estado para abordar la situación.

### Tensiones sobre el Canal de Panamá
El presidente estadounidense Donald Trump ha reiterado su oposición a una supuesta injerencia de China en la administración del Canal de Panamá, cuyo control fue transferido al gobierno panameño el 31 de diciembre de 1999 en virtud de las disposiciones de los Tratados Torrijos-Carter, y su intención de recuperar su control para proteger los intereses estadounidenses en el área. El gobierno de José Raúl Mulino y la comunidad internacional han rechazado categóricamente las pretensiones de Trump sobre el Canal, afirmando que no existe injerencia china sobre la vía interoceánica y que no hay intención alguna de rescindir de la soberanía panameña sobre ella. Numerosas investigaciones de carácter periodístico han refutado los señalamientos de Trump sobre la injerencia del Partido Comunista de China y posibles aliados comerciales sobre el Canal de Panamá y, en específico, los puertos en los extremos del Canal que son operados por CK Hutchison Holdings.
El Congreso de los Estados Unidos, bajo total control republicano desde 2025, se ha involucrado en las tensiones sobre el Canal de Panamá luego de que un grupo de congresistas presentara un proyecto para comprar el Canal; y un comité del Senado haya concertado una audiencia sobre la supuesta injerencia china en el Canal y peajes "excesivos" para barcos estadounidenses el 28 de enero de 2025, con la notable ausencia de la Autoridad del Canal de Panamá. Donald Trump no ha descartado el uso de fuerza militar para retormar el control del Canal, y se ha determinado que es incompatible con el Derecho internacional cualquier intento estadounidense de recuperar legítimamente su control.
Durante una visita oficial de Pete Hegseth, secretario de Defensa de los Estados Unidos, se firmó un memorando de entendimiento sobre la presencia militar estadounidense en Panamá con el ministerio de Seguridad Pública. El memorando, firmado con la presencia de Mulino, permite a los Estados Unidos incrementar su presencia militar en el territorio nacional, además de obtener pase gratuito y expedito para los buques de guerra por el Canal de Panamá. No obstante, muchos expertos argumentan que la firma de este memorando es inconstitucional y además extralimita algunas de las disposiciones sobre defensa recíproca y neutralidad dispuestas por los Tratados Torrijos-Carter. 

## Acontecimientos gubernamentales

### Presupuesto General del Estado de 2024
El gabinete de José Raúl Mulino propuso el 4 de octubre de 2024 un Presupuesto General del Estado para la vigencia fiscal 2025, con un valor de $26 mil millones de dólares, inferior al anterior por $5 mil millones. La Asamblea Nacional inició la discusión del proyecto con inmediatez, pero el ministro de Economía y Finanzas optó por retirar el proyecto original para realizar determinadas modificaciones que fueron recomendadas por los diputados. El proyecto fue presentado nuevamente días después, pero fue retirado debido a la presión por las autoridades locales ante una importante y potencialmente ilegal disminución de su asignación presupuestaria. En medio de crecientes cuestionamientos ante las irregularidades de las propuestas presupuestarias, el gobierno nacional presentó un proyecto con una disminución menor al 2% respecto al presupuesto anterior y en abierta contradicción a promesas de campaña de Mulino, pero que poseía un apoyo mayoritario en la Asamblea Nacional.
La Comisión de Presupuesto de la Asamblea Nacional, responsable de la discusión del proyecto presupuestario, decidió realizar vistas presupuestarias de cada institución dentro del gobierno nacional pero finalmente se optó por aprobar en primer debate sin continuar con las mismas, en medio de una firme oposición de los diputados de libre postulación y sus aliados estratégicos. El segundo debate se extendió por numerosas horas, en medio de múltiples cuestionamientos por varios diputados ante las inconsistencias del proyecto, entre el 29 y 30 de octubre.  Finalmente, la Asamblea Nacional votó 43–26 para aprobar en tercer (y último) debate el Presupuesto General del Estado para 2025, valorado en $30,111 millones de dólares, tras casi un mes de un intenso debate y numerosas modificaciones ante las irregularidades halladas en medio del proceso.

### Asilo político de Ricardo Martinelli
El 7 de febrero de 2024, en medio de un proceso legal en curso por blanqueo de capitales durante su administración de 2009 a 2014, el gobierno de Nicaragua otorgó asilo político en su embajada de la Ciudad de Panamá al expresidente y líder de Realizando Metas, Ricardo Martinelli. El gobierno de Laurentino Cortizo cuestionó abiertamente al presidente nicaragüense Daniel Ortega por su actitud permisiva al interferir con el ejercicio regular de las leyes panameñas, ya que el asilo político de Martinelli impide su arresto tras su sentencia por blanqueo de capitales. No obstante, Martinelli influyó directamente en la campaña electoral para 2024 desde su condición de asilado político, endosando a José Raúl Mulino como candidato presidencial de Realizando Metas ante su inhabilitación.
Desde que fue elegido como presidente para el periodo de 2024 a 2029, Mulino ha sido cuestionado por su relación con Martinelli durante el asilo político y las reuniones que se concertaron dentro de la embajada nicaragüense. No obstante, una vez que asumió el cargo, el ministerio de Relaciones Exteriores ha empleado un rol inusualmente importante en denunciar la injerencia de Martinelli en la política panameña y la inacción del gobierno nicaragüense en detener las violaciones a las regulaciones internacionales sobre el asilo político. El asilo político ha demostrado constituir un punto de fricción entre el gobierno de Mulino y el liderazgo de su propio partido, el cual preside Martinelli, debido a que la bancada oficialista se ha opuesto a determinadas propuestas del gobierno en el contexto de las reformas a la Caja de Seguro Social y la política doméstica.
El ministerio de Relaciones Exteriores concedió un salvoconducto a Martinelli el 27 de marzo de 2025 por un plazo de cuatro días para abandonar el país y exiliarse indefinidamente en Nicaragua. A pesar de que Martinelli inicialmente señaló su intención de aceptar el salvoconducto, tanto él como Rosario Murillo, esposa de Ortega y vicepresidenta de Nicaragua, denunciaron una "emboscada" por parte del gobierno de Mulino ante una solicitud de circular de Interpol por parte de la Policía Nacional que conllevó una prórroga del plazo original. En medio de las tensiones diplomáticas entre Nicaragua y Panamá, por las cuales se impidió que Martinelli abandonara el país, se venció el salvoconducto y por tanto Martinelli permanecerá en la embajada nicaragüense por un tiempo indefinido.
El 9 de abril de 2025 se presenta en la Asamblea Nacional un proyecto de ley para conceder amnistía a Martinelli y otras figuras importantes, como el expresidente Juan Carlos Varela, contra su procesamiento por delitos políticos perpetrados durante los últimos años. El proyecto, propuesto por Jairo Salazar (diputado del circuito 3-1 en Colón) y apoyado por al menos 27 diputados, recibió un paso expedito y privilegiado para su discusión en primer debate en la comisión correspondiente de la Asamblea Nacional. Una mayoría absoluta de los miembros de la comisión rechazó el proyecto de ley ante múltiples señalamientos sobre una indiscutible vulneración del Estado de derecho,  pero los miembros de la bancada de Realizando Metas presentaron un informe de minoría ante el pleno para intentar discutirlo en segundo debate.
El 10 de mayo de 2025 se reportó que Martinelli abandonó la embajada de Nicaragua y se trasladó a Colombia, luego de que el gobierno de Gustavo Petro le concediera asilo político y el ministerio de Relaciones Exteriores autorizara el salvoconducto para realizar su traslado hacia Bogotá; en un contexto de incertidumbre ante el desconocimiento sobre las implicaciones de esta decisión.

## Acontecimientos socioeconómicos

### Reformas a la Caja de Seguro Social
El presidente Mulino convocó a sesiones extraordinarias de la Asamblea Nacional para discutir un proyecto de ley que reforma el sistema operacional de la Caja de Seguro Social, luego de su aprobación por el gabinete. El proyecto de ley propuso incrementar en seis años la edad de jubilación para hombres, exceptuando aquellos que tienen menos de 7 años con respecto a la edad original; un incremento en el aporte de los empleadores, un incremento en el aporte de parte del gobierno nacional, el desarrollo de un nuevo modelo denominado Sistema Único de Capitalización con Garantía Solidaria, ajustes en las tasas de aportación dentro del antiguo sistema mixto, la absorción del programa 120 a los 65 dentro de las competencias institucionales, y evitar la privatización de la institución.
La Comisión de Trabajo, Salud y Desarrollo Social de la Asamblea Nacional, responsable de la discusión del proyecto de reformas a la Caja de Seguro Social, inició el primer debate y las consultas ciudadanas correspondientes a partir del 14 de noviembre. El proyecto de ley fue recibido con escepticismo por parte de las bancadas opositoras; primordialmente de Cambio Democrático, el Partido Panameñista, la Coalición Vamos y sus aliados estratégicos; cuyos votos son críticos para la aprobación del proyecto ante los aparentes conflictos de la bancada oficialista, apoyada por el expresidente Ricardo Martinelli, con los argumentos propuestos por el gobierno de Mulino. La bancada del Partido Revolucionario Democrático, oficialista durante el inmediatamente anterior gobierno de Laurentino Cortizo, cuestionó las propuestas del gobierno de Mulino y manifestó su intención de votar en contra, a lo que Mulino respondió que "no tienen moral política [para cuestionar el proyecto]".
Diversos sectores sociopolíticos, como el SUNTRACS, han manifestado su rechazo al proyecto e incluso han llevado a cabo protestas para exigir que se reevalúen las medidas propuestas, exigiendo beneficios especiales para trabajadores del sector de la construcción.  Luego de casi cuatro meses de evaluación y discusión, la Asamblea Nacional votó 48–23 el 13 de marzo de 2025 para aprobar en tercer debate las reformas a la ley de la Caja de Seguro Social en consideración de las modificaciones propuestas, que fue sancionado como ley por Mulino el 18 de marzo.  El proyecto recibió el rechazo unánime del PRD y diez de los miembros de la Coalición Vamos,  que desencadenó fuertes discusiones entre los miembros de Vamos que estaban dispuestos a apoyar con aquellos que cuestionaban los términos del proyecto de ley.

## Acontecimientos sociopolíticos

### Protestas antigubernamentales de 2025
En el contexto de la adopción de un memorando de entendimiento con Estados Unidos sobre la seguridad del Canal de Panamá y la reforma al sistema de pensiones de la Caja de Seguro Social, se han numerosas protestas a lo largo del país por parte de grupos sindicales, movimientos sociales y otras facciones opuestas a las decisiones tomadas por el gobierno de Mulino, quien ha señalado que no tiene intención de revertirlas. 
Un grupo constituido por líderes y excandidatos presidenciales del PRD, Partido Popular, Partido Panameñista, Movimiento Otro Camino y la Coalición Vamos, apoyados por organizaciones civiles, firmaron el 30 de abril de 2025 una declaración conjunta en defensa de la soberanía nacional ante el memorando de entendimiento y la ambigüedad en sus disposiciones.  El embajador de Estados Unidos en Panamá, Kevin Marino Cabrera, ha manifestado que el memorando de entendimiento es "totalmente legal" y el gobierno de Mulino ha manifestado que no existen intenciones de que se realice una renegociación a pesar de las protestas.
Las manifestaciones se extendieron también a la desaprobación popular ante la inminente implementación de la Ley 468 de 2025, que establece un nuevo régimen de interés preferencial para viviendas; al igual que los trabajadores de las empresas bananeras, principalmente de Chiquita Brands International, que se oponían a la ley de reforma al sistema de pensiones y exigían un nuevo régimen especial para su ámbito laboral.